# Canillas de Abajo
Canillas de Abajo ist eine westspanische Kleinstadt und eine Gemeinde (municipio) mit 70 Einwohnern (Stand: 2024) in der Provinz Salamanca in der Region Kastilien und León. Neben dem Hauptort Canillas gehören zur Gemeinde die Ortschaften Canillejas,  Navas de Quejigal, Quejigal und Sagos.

## Lage und Klima
Die ca. 815 m hoch gelegene Gemeinde Canillas de Abajo befindet sich im Süden der altkastilischen Hochebene (meseta). Durch den Süden der Gemeinde führt die Autovía A-62.
Die Stadt Salamanca ist knapp 22 Kilometer in ostnordöstlicher Richtung entfernt. Das Klima im Winter ist durchaus kühl; die geringen Niederschlagsmengen fallen – mit Ausnahme der nahezu regenlosen Sommermonate – verteilt übers ganze Jahr.

## Bevölkerungsentwicklung
| Jahr      | 1970 | 1981 | 1991 | 2001 | 2011 | 2021 |
| Einwohner | 325  | 195  | 149  | 114  | 86   | 80   |

Der kontinuierliche Bevölkerungsrückgang der Gemeinde basiert im Wesentlichen auf dem Zuzug der durch die Mechanisierung der Landwirtschaft und der Aufgabe bäuerlicher Kleinbetriebe arbeitslos gewordenen Landbevölkerung (Landflucht), die günstigen Wohnraum nahe der Großstadt Salamanca suchte.

## Sehenswürdigkeiten
- Vinzenzkirche (Iglesia de San Vicente Martír)
- Herrenhaus der Markgrafen von Canillas

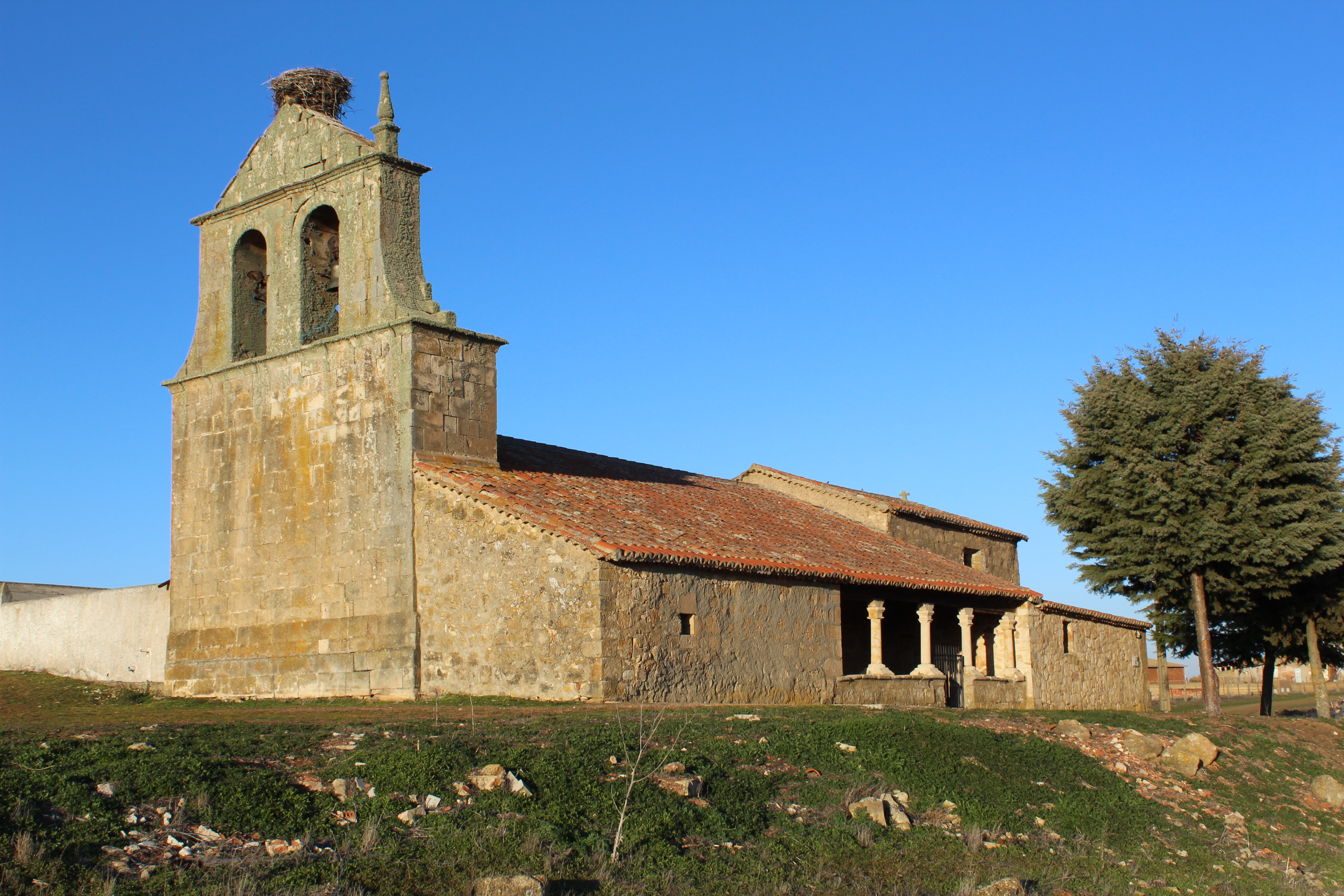
Vinzenzkirche
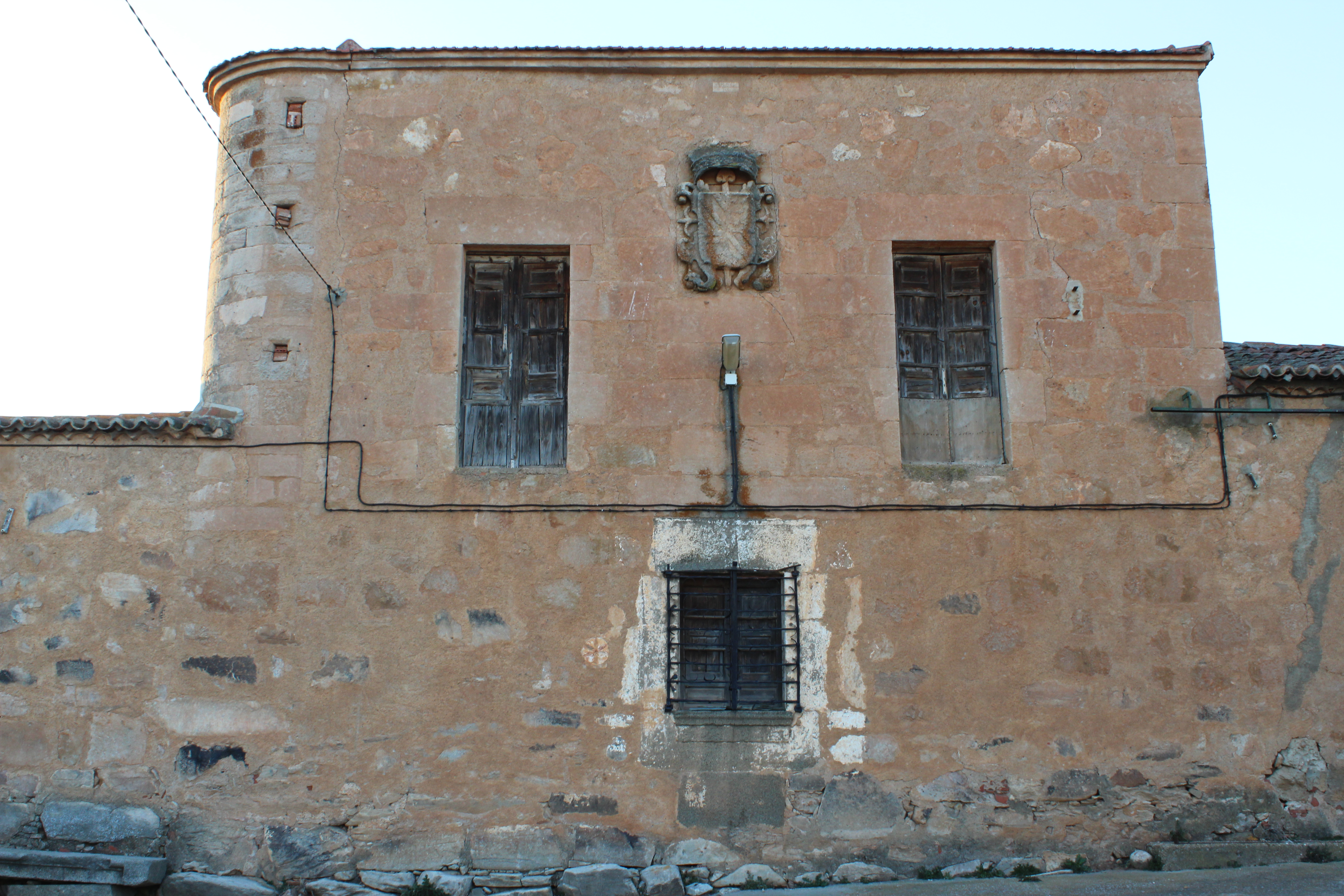
Herrenhaus der Markgrafen von Canillas